# Malaconotus alius
A Malaconotus alius a madarak osztályának verébalakúak (Passeriformes) rendjébe és a bokorgébicsfélék (Malaconotidae) családjába tartozó faj.

## Rendszerezése
A fajt Herbert Friedmann amerikai ornitológus írta le 1927-ben.

## Előfordulása
Afrika keleti részén, Tanzániában az Uluguru Természetvédelmi Területen honos. Természetes élőhelyei a szubtrópusi vagy trópusi hegyi esőerdők. Állandó, nem vonuló faj.

## Megjelenése
Testhossza 24 centiméter.

## Természetvédelmi helyzete
Az elterjedési területe rendkívül kicsi, egyedszáma 2400 példány körüli, viszont stabil. A Természetvédelmi Világszövetség Vörös listáján veszélyeztetett fajként szerepel.